# Hypalastoroides rotundiceps
Hypalastoroides rotundiceps är en stekelart som först beskrevs av Carlos Schrottky 1911.  Hypalastoroides rotundiceps ingår i släktet Hypalastoroides och familjen Eumenidae. Inga underarter finns listade i Catalogue of Life.